# Bibliographie de Sigmund Freud

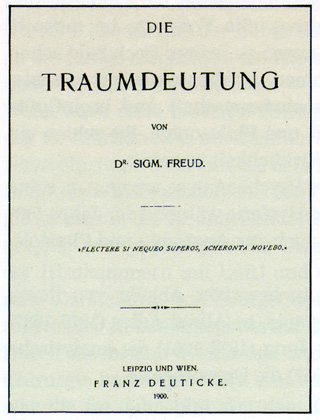
L'Interprétation du rêve (1900)

La bibliographie de Sigmund Freud regroupe l'ensemble des écrits psychanalytiques du médecin et neurologue viennois.

## Éditions complètes

### En allemand

#### LesGesammelte Werke(GW)
- Gesammelte Schriften, 12 volumes, publiés à Vienne entre 1924 et 1934[1].
- Gesammelte Werke, 18 volumes et un volume complémentaire, d'abord publiés à Londres entre 1940 et 1952[1].
- Studienausgabe, 10 volumes et un volume complémentaire, publié à Francfort-sur-le-Main entre 1969 et 1975[1].

Au début des années 1960, Ilse Grubrich-Simitis entreprit d'actualiser l'édition allemande des Gesammelte Werke (GW) (de) en la confrontant à la Standard Edition qu'elle jugea alors supérieure, ce qui la détermina à procéder à une nouvelle édition « critique » des œuvres complètes de Freud en allemand, mais elle se heurta aux héritiers de Sigmund Freud (Ernst Freud et Anna Freud) dans son projet d'y inclure les travaux préanalytiques et la correspondance. À la fin du XXe siècle, il n'existe donc, selon Roudinesco et Plon, que l'édition critique de textes choisis de la Studienausgabe mise en chantier par Alexander Mitscherlich  après la Seconde Guerre mondiale pour le Sigmund-Freud-Institut, et à laquelle avait collaboré James Strachey, tandis que « l'édition intégrale, mais non critique » des Gesammelte Werke a été enrichie « d'un index général et d'un volume supplémentaire (Nachtragsband) qui contient un nouvel appareil critique », nouvel appareil critique lui-même réintégré à la nouvelle édition révisée de la Standard Edition.
- Gesammelte Werke (GW), 17 vol., Francfort, Fischer, 1960-1988 [3].

#### Titres
- 1893 En collaboration avec Josef Breuer, Über den psychischen Mechanismus hysterischer Phänomene
- 1893 Vortrag: Über den psychischen Mechanismus hysterischer Phänomene
- 1895 Über die Berechtigung, von der Neurasthenie einen bestimmten Symptomenkomplex als «Angstneurose» abzutrennen
- 1895 En collaboration avec Josef Breuer, Studien über Hysterie
- 1900 Die Traumdeutung
- 1901 Zur Psychopathologie des Alltagslebens
- 1905 Der Witz und seine Beziehung zum Unbewußten
- 1905 Drei Abhandlungen zur Sexualtheorie
- 1905 Bruchstück einer Hysterie-Analyse
- 1906 Meine Ansichten über die Rolle der Sexualität in der Ätiologie der Neurosen
- 1907 Zwangshandlungen und Religionsübungen
- 1908 Charakter und Analerotik
- 1908 Über infantile Sexualtheorien
- 1908 Die «kulturelle» Sexualmoral und die moderne Nervosität
- 1908 Der Dichter und das Phantasieren
- 1909 Allgemeines über den hysterischen Anfall
- 1909 Analyse der Phobie eines fünfjährigen Knaben
- 1909 Bemerkungen über einen Fall von Zwangsneurose
- 1910 Über Psychoanalyse
- 1910 Über den Gegensinn der Urworte
- 1910 Die psychogene Sehstörung in psychoanalytischer Auffassung
- 1911 Psychoanalytische Bemerkungen über einen autobiographisch beschriebenen Fall von Paranoia (Dementia paranoides)
- 1912 Über neurotische Erkrankungstypen
- 1912–1913 Totem und Tabu
- 1913 Ein Traum als Beweismittel
- 1914 Zur Einführung des Narzißmus
- 1914 Zur Geschichte der psychoanalytischen Bewegung
- 1915 Zeitgemässes über Krieg und Tod
- 1915 Die Verdrängung
- 1915 Das Unbewußte

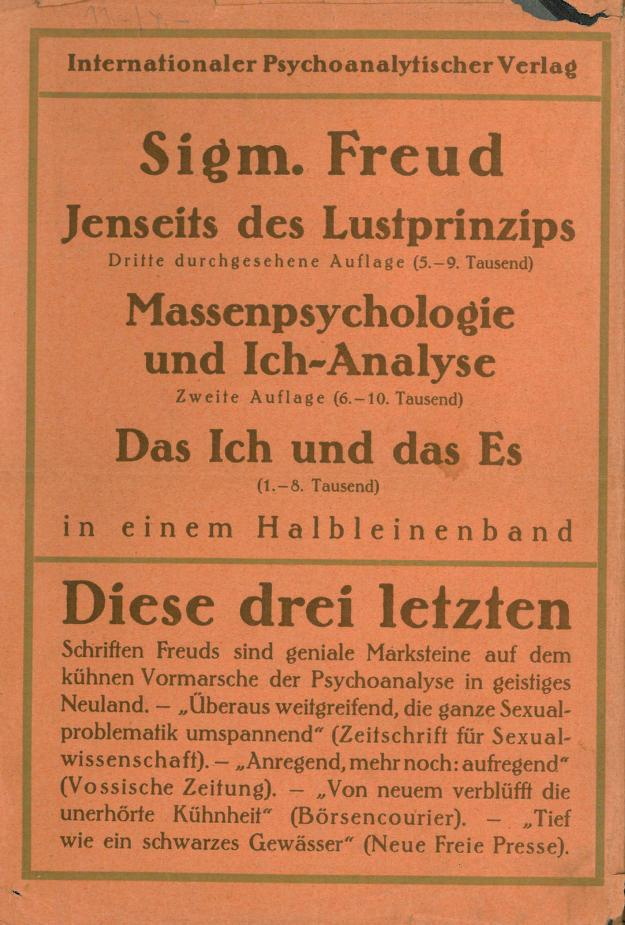
1923: Publication à lInternationaler Psychoanalytischer Verlag de 3 textes de Freud.

- 1915 Mitteilung eines der psychoanalytischen Theorie widersprechenden Falles von Paranoia
- 1917 Über Triebumsetzungen, insbesondere der Analerotik
- 1917 Metapsychologische Ergänzung zur Traumlehre
- 1917 Trauer und Melancholie
- 1918 Aus der Geschichte einer infantilen Neurose
- 1919 Das Unheimliche
- 1920 Jenseits des Lustprinzips
- 1921 Massenpsychologie und Ich-Analyse
- 1923 Psychoanalyse und Libidotheorie
- 1923 Das Ich und das Es
- 1923 Die infantile Genitalorganisation
- 1924 Das ökonomische Problem des Masochismus
- 1924 Der Untergang des Ödipuskomplexes
- 1925 Einige psychische Folgen des anatomischen Geschlechtsunterschieds
- 1926 Hemmung, Symptom und Angst
- 1927 Die Zukunft einer Illusion
- 1927 Fetischismus
- 1930 Das Unbehagen in der Kultur
- 1939 Der Mann Moses und die monotheistische Religion

### En espagnol: lesObras completas
La publication des Obras completas de Sigmund Freud est pratiquement contemporaine de celle en allemand des Gesammelte Schriften (1924-1934). C'est la maison éditoriale Bibliotheca Nueva de Madrid qui s'est occupée de cette première version en espagnol des Œuvres complètes de Freud, « nommées ainsi bien qu'elles n'aient pas été vraiment complètes ».

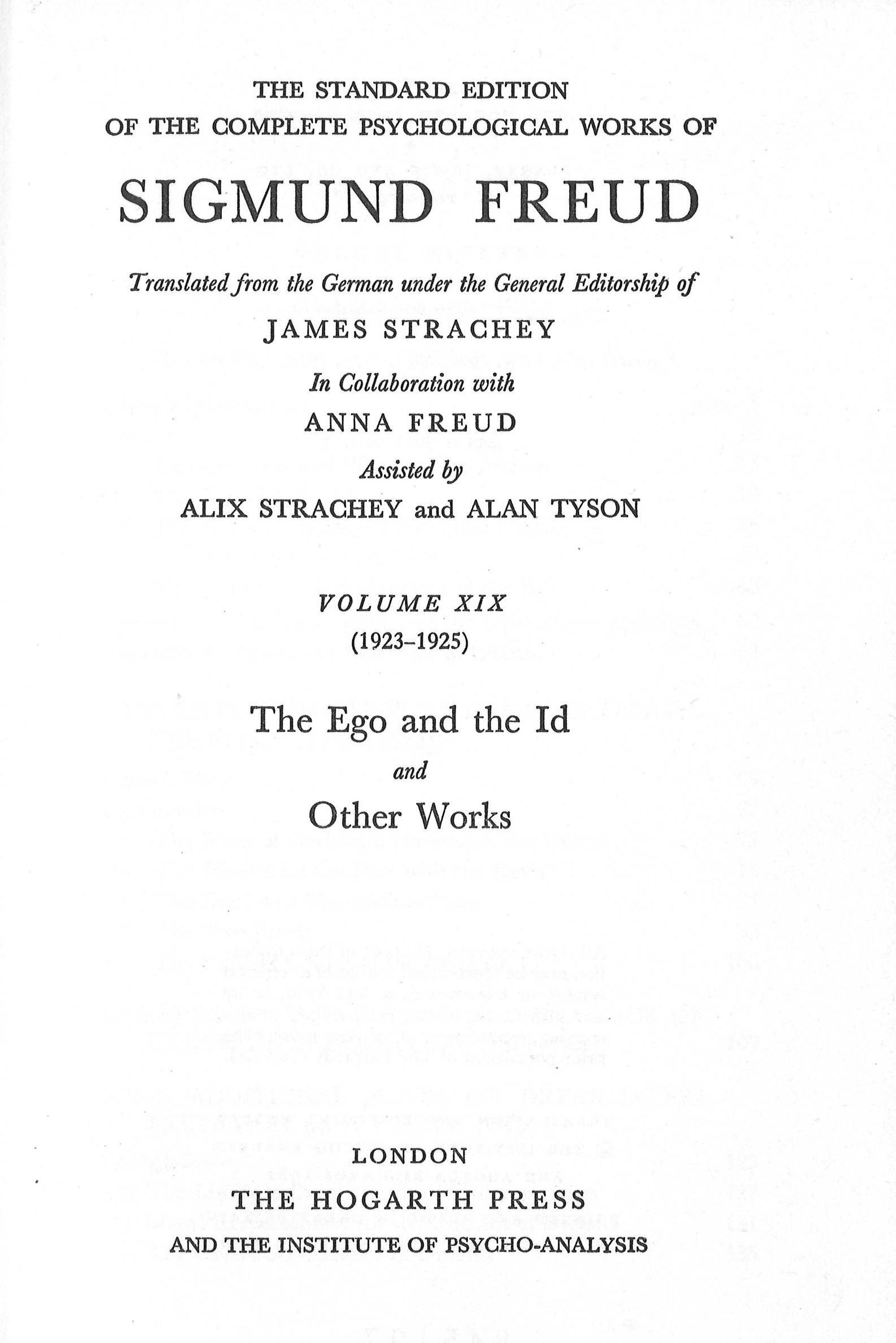
Standard-Edition-XIX

Par la suite, une nouvelle version de l'œuvre complète de Freud fut réalisée en 1975 sur le modèle de la Standard Edition, mais en s'appuyant sur le Vocabulaire de la psychanalyse de Jean Laplanche et Jean-Bertrand Pontalis paru en espagnol.

### En anglais: laStandard Edition
Il s'agit de The Standard Edition of the Complete Psychological Works of Sigmund Freud, plus simplement connue sous le nom de Standard Edition, en 24 volumes édités à Londres entre 1953 et 1974.

### En français: lesOCF.P
Les Presses universitaires de France ont publié une traduction des Œuvres complètes de Freud / Psychanalyse (1988-2019), sous la direction scientifique de Jean Laplanche. Longtemps avant et après l'édition des OCF.P aux PUF, les traductions françaises des écrits de Sigmund Freud sont publiées par plusieurs éditeurs : Payot, Gallimard, PUF, Alcan et à partir de 2010, les Éditions du Seuil. 

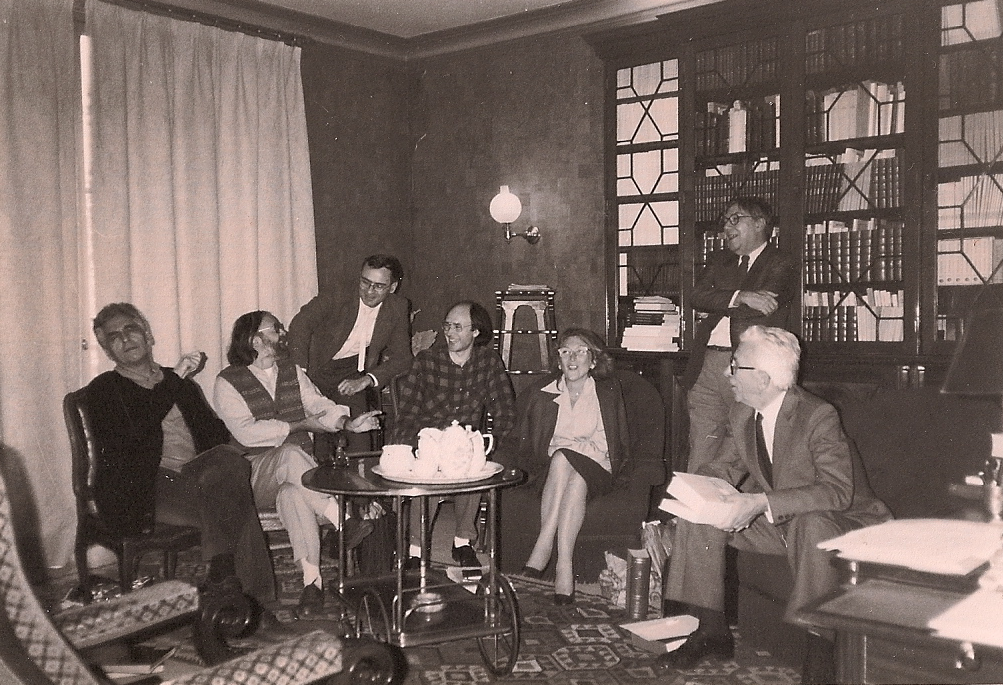
Équipe éditoriale des Œuvres complètes de Freud, séance de travail chez Jean Laplanche.

Les OCF.P ont fait l'objet de controverses au tournant des années 2000, entre l'équipe de traduction de Laplanche d'une part, qui a publié deux ouvrages, Traduire Freud (1989), signé par André Bourguignon, Pierre Cotet, Jean Laplanche et François Robert, et L'écriture de Freud (2003) par Janine Altounian, dans la perspective de définir le cadre conceptuel des OCF.P, d'expliquer et de justifier les principes qui ont présidé à ces nouvelles traductions se réclamant d'« une exigence de fidélité au texte allemand », et d'autre part, un certain nombre d'auteurs qui soulignent que « l'exigence » à laquelle sont soumis les choix de cette traduction en fait un exercice formaliste, comportant des néologismes qui en rendent la compréhension difficile, citant notamment les termes Traumdeutung ou hilflos.

## Liste des traductions françaises les plus connues
L'Index général (vol. 21), paru en 2019, des Oeuvres Complètes de Freud / Psychanalyse — OCF.P aux  PUF, comporte une « Bibliographie de Freud » complète renvoyant à tous les textes de Freud traduits des vingt volumes précédents des OCF.P. Étant donné « la complication et la multiplication des traductions en français », le Dictionnaire international de la psychanalyse dit avoir « pris le parti » de citer en référence les OCF.P pour les œuvres contenues dans les volumes parus jusqu'en août 2001, dans la mesure où s'y trouvent rappelées les éditions précédentes. Les traductions françaises, dont la liste n'est pas exhaustive ici, sont présentées ci-dessous — avec la première année de publication en langue allemande entre parenthèses —  d'après une bibliographie établie par Élisabeth Roudinesco en 2014.  

### Écrits de la période prépsychanalytique
La période prépsychanalytique comprend les écrits de Freud datant de sa formation médicale et de ses premiers travaux.
- « Écrits sur la cocaïne » (1884), « Contribution à la connaissance des effets de la coca » (1885), regroupés avec d'autres articles et la correspondance sur ce même sujet dans De la cocaïne  (trad. de l'allemand), Bruxelles, Éditions Complexe, 1976, 350 p. (ISBN 2-914388-76-4 et 978-2870270004)retraduit en Un peu de cocaïne pour me délier la langue, Max Milo Éditions, 2005
- Contribution à la conception des aphasies: une étude critique (1891), trad. C. Van Reeth, préface de Roland Kuhn, Paris, PUF, 1983; Pour concevoir les aphasies. Une étude critique, traduit présenté et annoté par Fernand Cambon, Postface de Wolfgang Leuschner, Paris, EPEL édition, 2010  (ISBN 978-2-35427-014-8).
- « Charcot » (1893) in Résultats, idées, problèmes, Paris, PUF, 1984.
- Dans OCF.P vol. 1 : 1886-1893 Premiers textes, traducteurs : J. Altounian, P. Cotet, P. Haller, C. Jouanlanne, F. Kahn, R. Laîné, A. Rauzy, F. Robert, Paris, PUF, 2015  (ISBN 978-2-13-058826-9) :

### Écrits de la période de la cure cathartique
- Études sur l'hystérie (en collaboration avec Joseph Breuer) (1895), PUF, 2002  (ISBN 2130530699) ; Études sur l'hystérie, dans les Œuvres complètes de Freud / Psychanalyse (OCF.P) vol. 2 : 1893-1895 Études sur l'hystérie et textes annexes, traducteurs : J. Altounian, P. Cotet, P. Haller, C. Jouanlanne, F. Kahn, R. Laîné, M.-T. Schmidt, A. Rauzy, F. Robert, Paris, PUF, 2009,  (ISBN 978-2-13-055729-6)

### La première topique

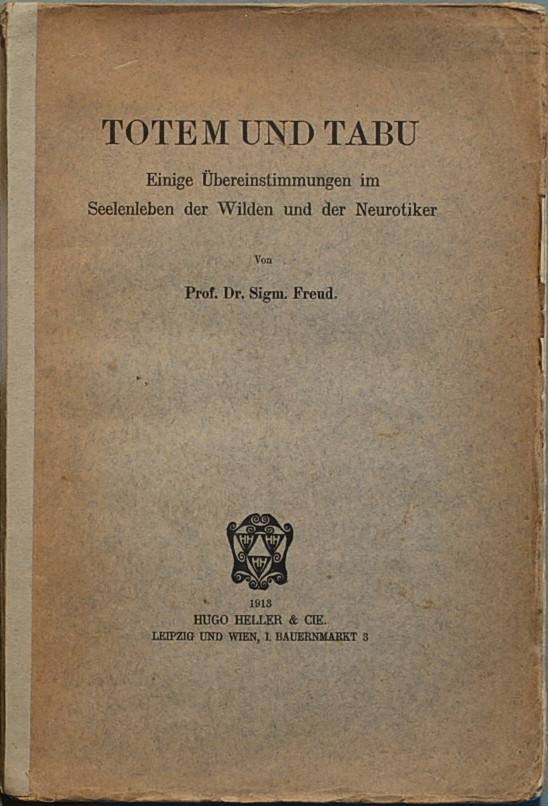
Totem et tabou (1913)

- L'Interprétation des rêves (1900), Tr. en français 1re éd. I. Meyerson (1926), Paris PUF; Nouvelle éd. révisée: 1967, 6e tirage: 1987   (ISBN 2 13 040004 3)
  - L'Interprétation du rêve, traduit par Janine Altounian, Pierre Cotet, René Laîné, Alain Rauzy et François Robert, OCF.P, Tome IV, PUF, 2003,  (ISBN 213052950X) ; dans Quadrige / PUF, 2010  (ISBN 978-2-13-053628-4).
- Sur le rêve (1901), Gallimard, coll. « Folio », 1990  (ISBN 2070325547)
- Psychopathologie de la vie quotidienne (1901), Payot, coll. « Petite Bibliothèque Payot », 2004  (ISBN 2228894028)
- « La méthode psychanalytique de Freud » (1903)
- « De la psychothérapie » (1904)
- « Fragment d'une analyse d’hystérie » (Dora) (1905) in Cinq psychanalyses, Paris, PUF, 1966
- Trois essais sur la théorie sexuelle (1905), Gallimard, coll. « Folio », 1989  (ISBN 2070325393); PUF - Quadrige 2010,  (ISBN 2130579531)
- Le mot d'esprit et sa relation à l'inconscient (1905), Gallimard, Folio, 1992  (ISBN 978-2070327218)
- « L'établissement des faits par voie diagnostique et la psychanalyse » (1906) in L'inquiétante étrangeté et autres essais, Paris, Gallimard, 1985
- Le délire et les rêves dans la « Gradiva » de Jensen (1907), PUF, 2007  (ISBN 2130548253)
- « Analyse d'une phobie d'un petit garçon de cinq ans » (Le petit Hans) (1909) in Cinq psychanalyses, Paris, Gallimard, 1935
- « Remarques sur un cas de névrose obsessionnelle » (l'Homme aux rats) (1909) in Cinq psychanalyses, Paris, Gallimard, 1935
- Cinq leçons sur la psychanalyse (1910), Payot, coll. « Petite Bibliothèque Payot », 2004  (ISBN 2228894087)
- « À propos de la psychanalyse dite "sauvage" » (1910) réédité sous le titre : La question de l'analyse profane, Gallimard-poche, 1998  (ISBN 2-07-040490-0)
- Un souvenir d'enfance de Léonard de Vinci (1910), Gallimard, Folio Bilingue, 2003  (ISBN 2070706656)
- « Remarques psychanalytiques sur l’autobiographie d'un cas de paranoïa » (Le président Schreber) (1911) in Cinq psychanalyses, Paris, Gallimard, 1935
- « Le Maniement de l'interprétation des rêves en psychanalyse », (1911) in La technique psychanalytique, Presses universitaires de France, 2007, coll. « Quadrige Grands textes »  (ISBN 2-13-056314-7)
- « La Dynamique du transfert » (1912) in La technique psychanalytique, Presses universitaires de France, 2007, coll. « Quadrige Grands textes »  (ISBN 2-13-056314-7)
- « Conseils aux médecins sur le traitement psychanalytique » (1912) in La technique psychanalytique, Presses universitaires de France, 2007, coll. « Quadrige Grands textes »  (ISBN 2-13-056314-7)
- Totem et Tabou (1912), Payot, coll. « Petite Bibliothèque Payot », 2004  (ISBN 2228894079)
- « Le Début du traitement » (1913) in La technique psychanalytique, Presses universitaires de France, 2007, coll. « Quadrige Grands textes »  (ISBN 2-13-056314-7)
- « La prédisposition à la névrose obsessionnelle » (1913) in Revue Française de Psychanalyse, Tome III, n° 3, Éd. Doin et Cie, Paris 1929
- L'Intérêt de la psychanalyse (1913) traduit par Paul-Laurent Assoun dans S. Freud, Résultats, idées, problèmes I, Paris, Presses universitaires de France, 1985, p. 187-213 ;  « L'intérêt que présente la psychanalyse », traduit par François Robert, dans OCF.P vol.  XII : 1913-1914, Paris, PUF,  (ISBN 2 13 052517 2), p. 95-125.
- « Le Moïse de Michel-Ange » in L'inquiétante étrangeté et autres essais, Paris, Gallimard, 1985
- « Pour introduire le narcissisme » (1914) in Œuvres complètes de Freud: Volume 12, 1913-1914, PUF, Paris, 2005  (ISBN 2130525172)
- « Remémoration, répétition, et élaboration » (1914) in La technique psychanalytique, PUF, 2007, coll. « Quadrige Grands textes »  (ISBN 2-13-056314-7)
- « Extrait de l'histoire d'un névrose infantile » (L'Homme aux loups) (1914) in Cinq psychanalyses, Paris, PUF, 1954
- Contribution à l'histoire du mouvement psychanalytique (1914) in Œuvres complètes, vol. 12 (1913-1914), PUF, 2005  (ISBN 2-13-052517-2)
- « Considérations actuelles sur la guerre et la mort » (1915) in Essais de psychanalyse, Paris, Payot, 1981 ; Actuelles sur la guerre et la mort, OCF.P vol.  13 : 1914-1915, PUF, 1988  (ISBN 2-13-041809-0), 1994  (ISBN 2-13-042148-2), 2005  (ISBN 2-13-055009-6), p. 127-157.
- Métapsychologie (1915-1917), Presses universitaires de France, 2010  (ISBN 2-13-057957-4)
- Vue d'ensemble des névroses de transfert : un essai métapsychologique (1915-1917), Gallimard, 1985  (ISBN 2-07-070685-0)
- Introduction à la psychanalyse (1916-1917), Payot, coll. « Petite Bibliothèque Payot », 2004  (ISBN 2-228-89405-2)
- « Une difficulté de la psychanalyse » (1917) in L'inquiétante étrangeté et autres essais, Gallimard Folio, 1985  (ISBN 2-07-032467-2)
- « On bat un enfant. Contributions à l'étude de la genèse des perversions sexuelles » (1919) in Névrose, psychose et perversion, Paris, PUF, 1973
- « L’inquiétante étrangeté » in L'inquiétante étrangeté et autres essais, Gallimard, 1985  (ISBN 2-07-032467-2)
- « Sur la psychogenèse d'un cas d'homosexualité féminine » (1920)

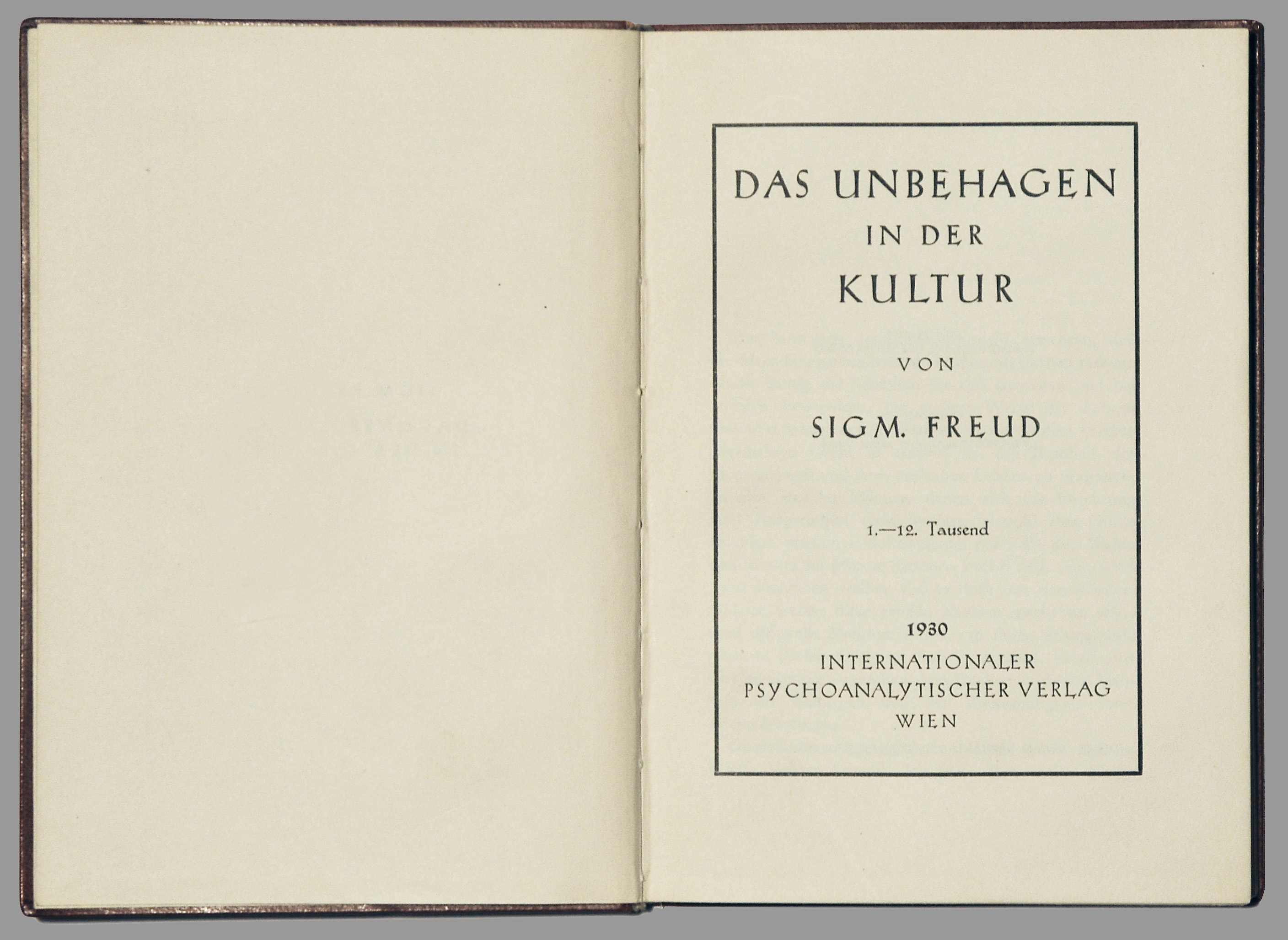
Malaise dans la culture (1930)

### La seconde topique
- Au-delà du principe de plaisir (1920) in Essais de psychanalyse, Paris, Payot, coll. « Petite Bibliothèque Payot », 2004,  (ISBN 2-228-89399-4).
- Psychologie des masses et analyse du moi (1921), Paris, PUF, 2010, coll. "Quadrige Grands textes",  (ISBN 2-13-058500-0).
- « De quelques mécanismes névrotiques dans la jalousie, la paranoïa et l'homosexualité »[12],[13],[14] (1922)
- « Rêve et télépathie ».(1921), Paris, PUF, 1991, Œuvres complètes, XVI (p. 119-144).
- Psychanalyse et Théorie de la libido (1923), Paris, PUF,, 1991, OCF.P XVI, p. .
- Le Moi et le Ça (1923), Paris, Payot, 2010, coll. « Petite Bibliothèque Payot ».
- « Le problème économique du masochisme » (1924), Paris, PUF, Œuvres complètes, tome XVII, 1923-1925,  (ISBN 2-13-044302-8).
- Ma vie et la psychanalyse (1925), retraduit par F. Cambon sous le titre Sigmund Freud présenté par lui-même, Paris, Gallimard, 1984.
- « Quelques conséquences psychiques de la différence anatomique entre les sexes » (1925)
- « La Négation » (1925)
- Inhibition, symptôme et angoisse (1926), Paris, PUF, 2005  (ISBN 2-13-054980-2)
- La question de l'analyse profane (1926), d'abord traduit par Marie Bonaparte en 1928 sous le titre Psychanalyse et médecine, il fut retraduit en 1985 sous le titre La question de l'analyse profane, Paris, Gallimard, 1998, coll. "Folio",  (ISBN 2-07-040490-0).
- L'avenir d'une illusion (1927), Paris, PUF, 2004  (ISBN 2-13-054702-8).
- Dostoïevski et le parricide (1928) [Dostojewski und die Vatertötung: Dostoïevski et la mise à mort du père, trad. OCF.P, XVIII, 1994], Introduction de Freud à la traduction allemande du livre de W. Komarowitsch, F.M. Dostojewski, die Urgestalt der Brüder Karamosoff (F.M. Dostoïevski, La forme originaire des Frères Karamozov)], éd. par  R. Fülöp-Miller, Friedrich Eckstein, dans une trad. du russe de Vera Mitofanoff-Demelic, München, R. Piper & Co., p. XI-XXXVI, dans: Dostoïevski et le parricide, trad. par J.-B. Pontalis, in F.M. Dostoïevski, Les Frères Karamazov, Paris, Gallimard, vol. I, p. 7-27, 1973[15].
- Malaise dans la civilisation (1930) in Le Malaise dans la Culture, Paris, PUF, 2004,  (ISBN 2-13-054701-X).
- Nouvelles Conférences d'introduction à la psychanalyse (Neue Folge der Vorlesungen zur Einführung in die Psychoanalyse, 1933) in Nouvelles conférences d'introduction à la psychanalyse (1984), Paris, Gallimard, 1989,  (ISBN 2-07-032518-0), Paris, PUF, OCF.P vol. 19 : 1931-1936, p. 83-268  (ISBN 2 13 047055 6), p. 84.
- Pourquoi la guerre ? (1933) en collaboration avec Albert Einstein, Paris, Rivages, 2005,  (ISBN 2-7436-1364-5), en ligne[PDF].
- « Analyse terminée et analyse interminable » (1937-1939), Paris, PUF, 2010, Œuvres complètes psychanalyse (OCF.P), volume XX,  (ISBN 2130565948)
- « Un mot à propos de l’antisémitisme » (1938), Paris, PUF, 2010, Œuvres complètes psychanalyse (OCF.P), volume XX,  (ISBN 2130565948).
- 'Moïse et le monothéisme' (1939), L'homme Moïse et la religion monothéiste, Paris, Gallimard, 1993,  (ISBN 2-07-032741-8) ou Paris, PUF, 2010, Œuvres complètes-psychanalyse (OCF-P) : volume XX : 1937-1939,  (ISBN 2130565948).
- Abrégé de psychanalyse (1940), Paris, PUF, 2001  (ISBN 2-13-044442-3).

### Les correspondances
- Lettres à Wilhelm Fliess 1887-1902, dans: Naissance de la psychanalyse, recueil de lettres envoyées par Freud, et manuscrit de Esquisse pour une psychologie scientifique, traduit par Anne Berman, PUF 1956 (1re édition), 1986 (5eédition)  (ISBN 2 13 039419 1)
  - Lettres à Wilhelm Fliess 1887-1904, Édition complète, traduit par Françoise Kahn et François Robert, Paris, PUF, 2006  (ISBN 2130549950)
- Karl Abraham-Sigmund Freud, Correspondance (1907-1926), Paris, Gallimard, 2006  (ISBN 2070742512)
- Sándor Ferenczi-Sigmund Freud :
  - Correspondance tome 1, Paris, Calmann-Lévy, 1992  (ISBN 2702125425)
  - Correspondance tome 2, Paris, Calmann-Lévy, 1996.
  - Correspondance tome 3, Paris, Calmann-Lévy, 2000
- Ernest Jones-Sigmund Freud, Correspondance complète, Paris, PUF, 1998  (ISBN 2130486363)
- Oskar Pfister-Sigmund Freud, Correspondance avec le pasteur Pfister, 1909-1939, Paris, Gallimard, 1991  (ISBN 2070722937)
- Lou Andreas-Salomé-Sigmund Freud, Correspondance 1912-1936, Paris, Gallimard, 1970  (ISBN 2070270033)
- Carl Gustav Jung-Sigmund Freud, Correspondance 1906-1914, Paris, Gallimard, 1992  (ISBN 2070721590)
- Ludwig Binswanger-Sigmund Freud, Correspondance, 1908-1938, Paris, Calmann-Lévy, 1995  (ISBN 2702123740)
- Stefan Zweig-Sigmund Freud, Correspondance, Paris, Rivages, 2006  (ISBN 2869304935)
- Romain Rolland-Sigmund Freud, Correspondance 1923-1936, Paris, PUF, 1993  (ISBN 2130447465)
- (en) Sigmund Freud, Eduard Silberstein, Walter Boehlich (éd.) (trad. A.J. Pomerans), The Letters of Sigmund Freud to Eduard Silberstein, 1871-1881, Harvard University Press, 1991, 244 p. (ISBN 978-0-674-52827-7, présentation en ligne)
- Lettres de famille de Freud et des Freud de Manchester, Paris, PUF, 1996  (ISBN 2130471196)
- Correspondance inédite avec Ernst Simmel 1918, in Psychanalyse à l'Université, 1983  (ISSN 0338-2397)
- Stéphane Michaud (dir.), Correspondances de Freud, Paris, Presse Sorbonne Nouvelle, 2007  (ISBN 2-87854-407-2)
- Sigmund Freud - Max Eitingon, Correspondance 1906-1939, Paris, Hachette, 2009  (ISBN 2-01-235749-0)
- Sigmund Freud, Anna Freud, Correspondance 1904-1938, Paris, Fayard, 2012, 600 p.  (ISBN 2213662290).
- Lettres à ses enfants, Paris, Aubier, 2012, 608 p.  (ISBN 2700704207).
- (de) Sigmund Freud, Martha Bernays,
  - Die Brautbriefe [Les « lettres de fiançailles »], Bd 1 (Juni 1882-Juli 1883), Sei mein, wie ich mir's denke, Gerhard Fichtner, Ilse Grubrich-Simitis (de), Albrecht Hirsmüller (éd.), Francfort, Fischer Verlag, 2011,  (ISBN 978-3-10-022807-9) Présentation chez l'éditeur [lire en ligne]
  - Unser Roman in Fortsetzungen. Die Brautbriefe Bd. 2, Sigmund Freud, Brautbriefe, Band 2, Herausgegeben von: Gerhard Fichtner, Ilse Grubrich-Simitis,  Albrecht Hirschmüller, Fischer Verlag, 2013,  (ISBN 978-3-10-022812-3). Présentation chez l'éditeur [lire en ligne]
  - Warten in Ruhe und Ergebung, Warten in Kampf und Erregung, Die Brautbriefe Bd. 3, Sigmund Freud, Brautbriefe, Band 3, Herausgegeben von: Gerhard Fichtner,  Ilse Grubrich-Simitis,  Albrecht Hirschmüller, Fischer Verlag,  (ISBN 978-3-10-022813-0), 2015, Présentation chez l'éditeur [lire en ligne]
  - Spuren von unserer komplizierten Existenz, Die Brautbriefe Bd. 4, Sigmund Freud, Brautbriefe, Band 4, Herausgegeben von: Gerhard Fichtner,  Ilse Grubrich-Simitis,  Albrecht Hirschmüller, Fischer Verlag, 2019,  (ISBN 978-3-10-022814-7). Présentation chez l'éditeur [lire en ligne]
- Marie Bonaparte, Sigmund Freud : correspondance intégrale : 1925-1939 (éditeur scientifique Rémy Amouroux, trad. Olivier Mannoni), Flammarion, 2022  (ISBN 2080264575)